# Seleção de Futebol do Condado de Nice
A Seleção de Futebol do Condado de Nice, é uma equipe de futebol que representa o Condado de Nice. É organizada pela Associação de Futebol do Condado de Nice, estabelecida em abril de 2014. Eles não estão afiliados à FIFA ou à UEFA (AFC) e, portanto, não podem competir pela Copa do Mundo da FIFA ou pela Eurocopa.
A Seleção de Futebol do Condado de Nice competiu na Copa do Mundo ConIFA de 2014 em Östersund, Suécia, onde se tornaram campeões.

## Desempenho em Competições

### Copa do Mundo CONIFA
- 2014 - Campeão
- 2016 - Retirou-se
- 2018 - Não entrou

### Copa Europeia CONIFA
- 2015 - Vice-campeão
- 2017 e 2019 - Não participou
- 2021 - Classificado automaticamente por ser o anfitrião